# ریمانوف
ریمانوف (به لهستانی: Rymanów) یک شهر در لهستان است که در Gmina Rymanów واقع شده‌است.

## خصوصیات
ریمانوف ۱۲٫۳۹ کیلومترمربع مساحت و ۳٬۵۶۴ نفر جمعیت دارد.